# 杰茜卡·莱登
杰茜卡·莱登（英語：Jessica Leyden，1995年2月22日—），英国女子赛艇运动员。她曾代表英国参加世界赛艇锦标赛，获得二枚铜牌，均来自女子四人双桨项目。她也在欧洲锦标赛上获得奖牌。